# Греческая площадь (Санкт-Петербург)
Гре́ческая площадь — одна из центральных площадей Санкт-Петербурга. Расположена на пересечении улицы Жуковского, Лиговского проспекта, 4-й Советской улицы и Прудковского переулка. Изначально занимала площадь между Лиговским, Греческим проспектами, 1-й Советской улицей и Прудковским переулком.

## Наименование
С 1788 по 1822 годы называлась Конная площадь. До 1875 года называлась Летней Конной площадью. В те времена на этом месте летом торговали лошадьми (зимой лошадьми торговали на Зимней Конной площади, которая располагалась на месте сада Чернышевского). С 1812 по 1821 годы употреблялось название Александровская площадь(из-за близости к Александро-Невской лавре).
Современное название Греческая площадь появилось в 1860-е годы, дано по находившейся на ней Греческой церкви.

## История

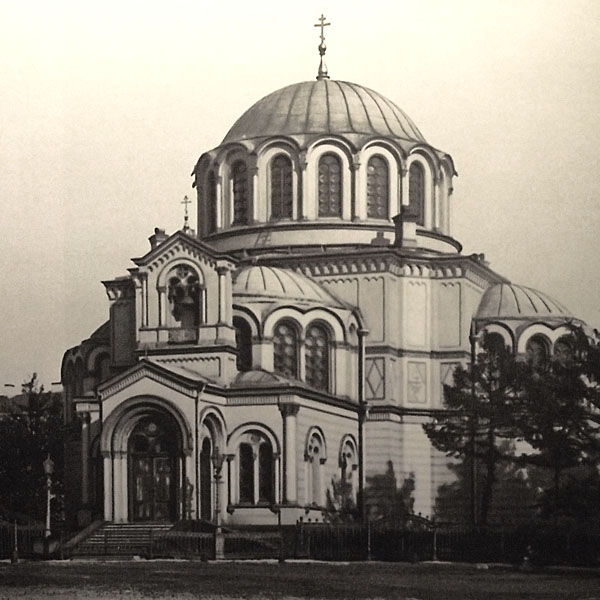
Церковь Святого великомученика Димитрия Солунского

В 1846 году началось строительство нового корпуса гостиницы Стенбок-Фермора, который занял площадь между 1-й и 2-й Советскими улицами. В середине 1860-х годов площадь обрела нынешние размеры.
На месте старого здания касс БКЗ «Октябрьский» находился Песчаный мост через Лиговский канал.

## Объекты

### Снесённые здания

#### Церковь Святого великомученика Димитрия Солунского
Греческая церковь святого великомученика Димитрия Солунского. Однокупольная церковь в византийском стиле построена в 1861-1865 годах по проекту академика архитектора Р.И. Кузьмина на средства предпринимателя Д.И. Бенардаки для нужд греческой общины Санкт-Петербурга. В 1938 году храм был закрыт, а в 1962 году, уничтожен в связи со строительством на этом месте концертного зала «Октябрьский».

### Достопримечательности

#### Большой концертный зал «Октябрьский»(Лиговский проспект, дом 6,Греческий проспект, дом 4)
Большой концертный зал «Октябрьский» построен в 1967 году по проекту архитекторов В.А. Каменского, А.В. Жука, Ж.М Вержбицкого, Г.М. Вланина и инженера Н.В. Максимова. Концертный зал на 4 000 мест в виде куба из стекла и сааремского доломита (облицовка). Главный фасад решен в виде раскрытого, сплошь остекленного портала, сквозь который видны обширное фойе и мягко стелющиеся марши лестниц. Перед входом установлена скульптурная группа «Октябрь», созданная еще в 1927 году скульптором А.Т. Матвеевым.

#### Детская больница имени К.А. Раухфуса(Лиговский проспект, дом 8,2-я Советская улица, дом 2,4-я Советская улица, дом 1)
Детская больница принца Ольденбургского. Главное здание или Детская больница N 19 имени К.А. Раухфуса. Здание в неоклассическом стиле построено в 1866-1869 годах по проекту архитектора Ц.А. Кавоса «для больных детей всех сословий и преимущественно недостаточных родителей». Сейчас называется Детский городской многопрофильный клинический центр высоких медицинских технологий им. К. А. Раухфуса.

#### Доходный дом С.Я. Богданова (Литейный проспект, дом 21,улица Жуковского, дом 63)
Доходный дом С.Я. Богданова или Бизнес-центр «Сенатор». Здание построено в 1894 году по проекту архитектора П.И. Гилёва.

#### Доходный дом (Литейный проспект, дом 19, улица Жуковского, дом 38)
Доходный дом построен в 1878 году в стиле эклектики по проекту техника М.А. Андреева.

#### Доходный дом Г.П. Макаровой (Литейный проспект, дом 17)
Доходный дом Г.П. Макаровой построен в 1885-1886 годах в стиле эклектики по проекту техника М.А. Андреева.

#### Бизнес-центр (Лиговский проспект, дом 6Б)
Бизнес-центр построен в 2012-2014 годах в стиле ретроспективизм на месте касс БКЗ «Октябрьский».

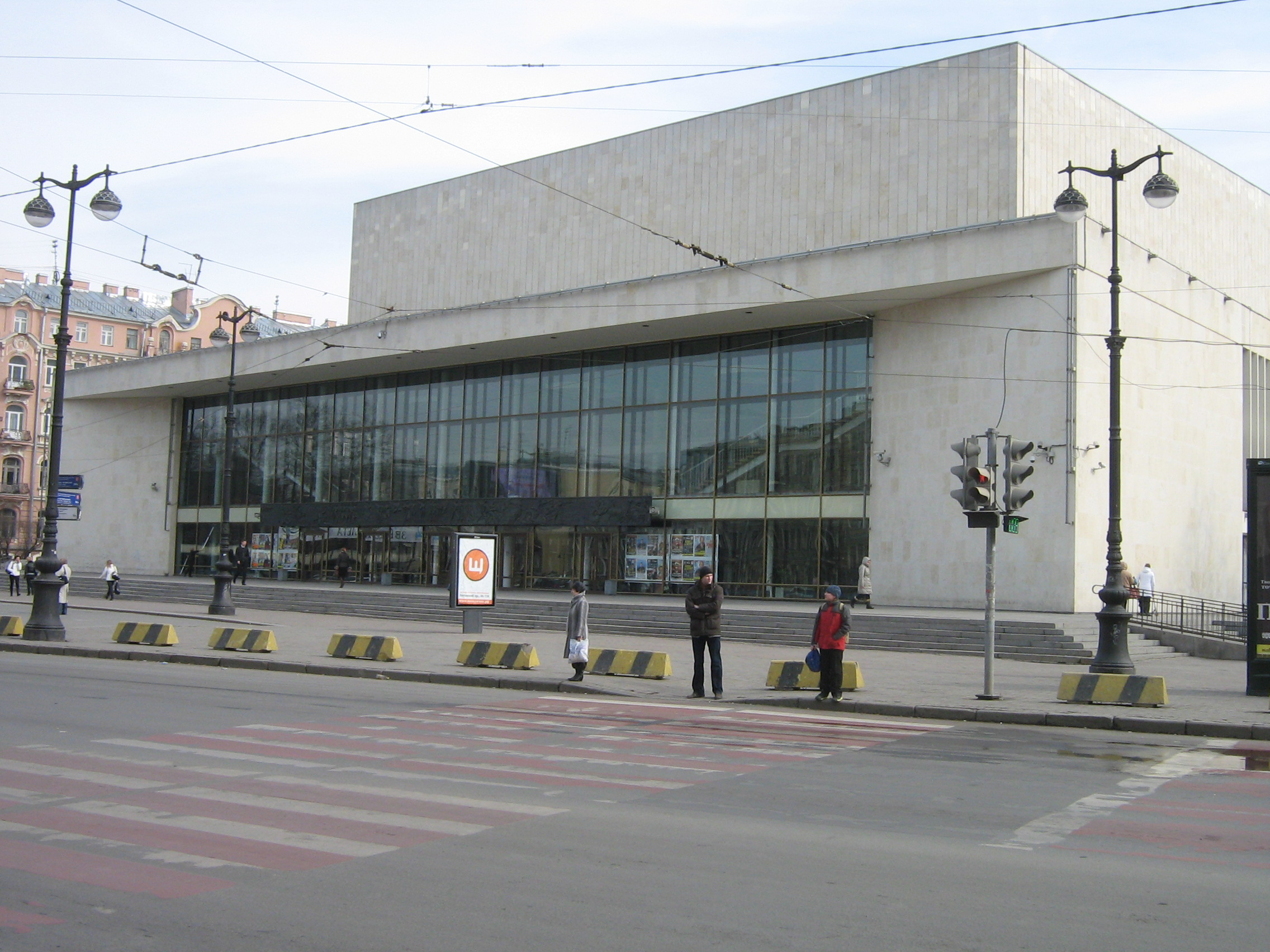
Большой концертный зал «Октябрьский»
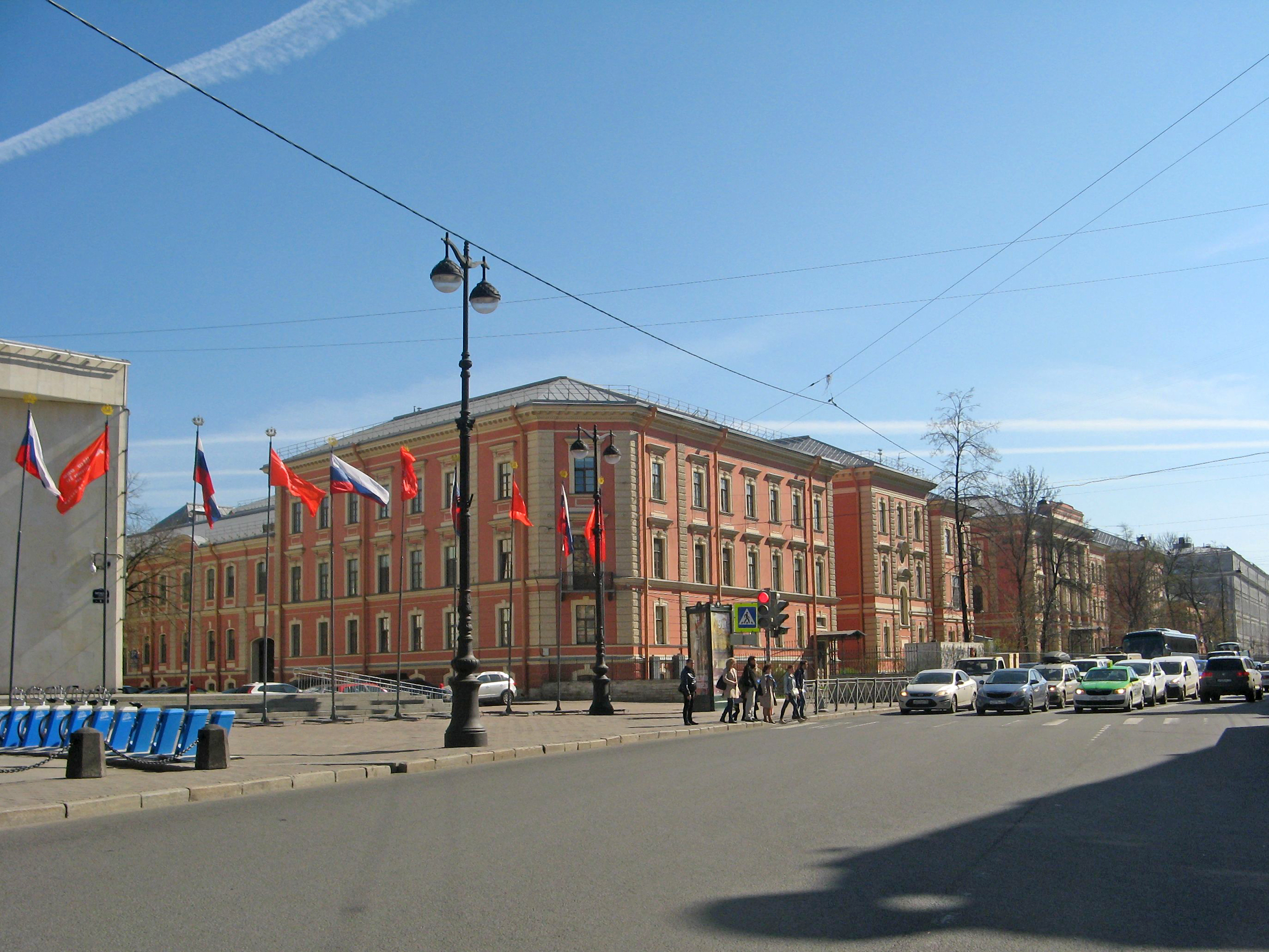
Детская больница имени К.А. Раухфуса
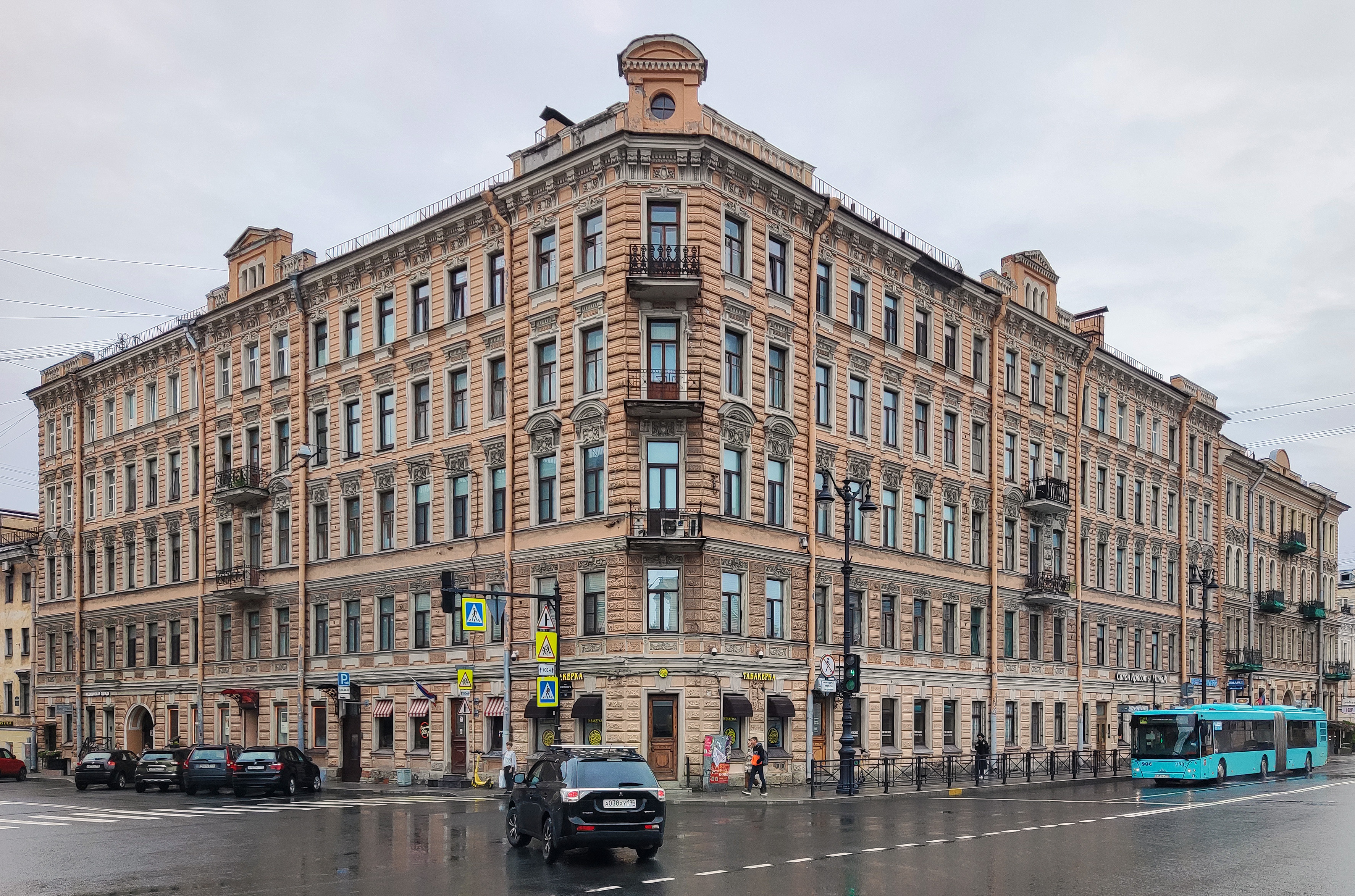
Доходный дом на Лиговском проспекте, дом 19
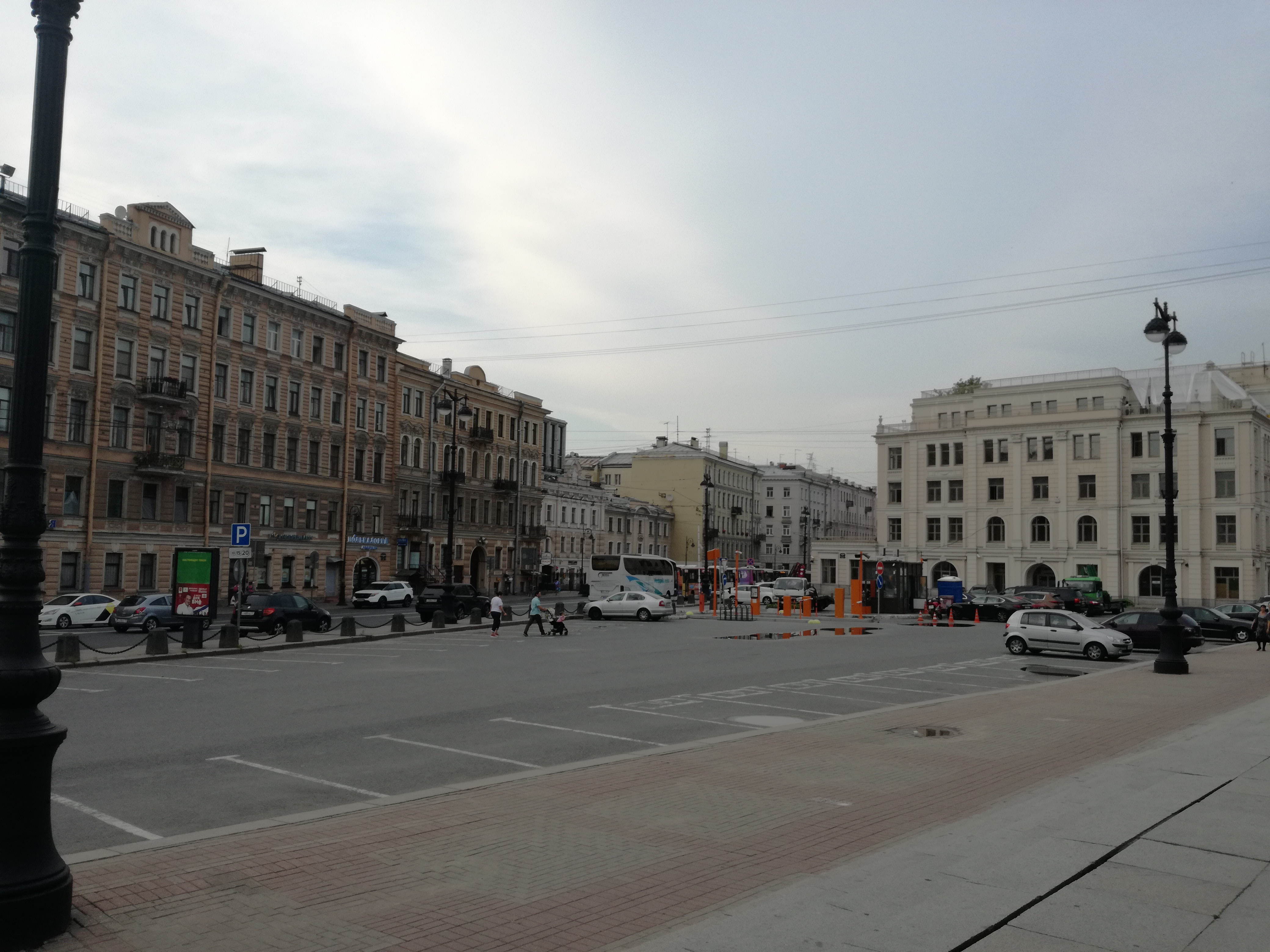
Доходный дом Г.П. Макаровой и Бизнес-центр

## Транспорт
До 2002 года по площади ходили трамваи (поворачивали с Лиговского проспекта на улицу Жуковского), до середины 2000-х годов — троллейбусы (по Лиговскому проспекту).
Ближайшая станция метро к площади:  Площадь Восстания (пешком 700 м).